# Чепикуче
42°51′ пн. ш. 17°50′ сх. д. / 42.85° пн. ш. 17.83° сх. д.
Чепикуче (хорв. Čepikuće) — населений пункт у Хорватії, в Дубровницько-Неретванській жупанії у складі громади Дубровачко Примор'є.

## Населення
Населення за даними перепису 2011 року становило 63 осіб.
Динаміка чисельності населення поселення: